# Formiguer negre
El formiguer negre (Cercomacroides serva) és una espècie d'ocell de la família dels tamnofílids (Thamnophilidae).

## Hàbitat i distribució
Viu entre la malesa del bosc, bosquets de bambú i vegetació secundària de les terres baixes fins als 500 m, del sud-est de Colòmbia, est de l'Equador, est del Perú, nord de Bolívia i sud-oest del Brasil amazònic.